# Obyčnyj mesjac
Obyčnyj mesjac (Обычный месяц) è un film del 1976 diretto da Iskander Abdurachmanovič Chamraev.

## Trama
L'ingegnere capo dello stabilimento di produzione di strumenti Grekov sta cercando una via d'uscita dalla difficile situazione che si è sviluppata nello stabilimento: i fornitori falliscono - devono ricorrere alla tempesta, la tecnologia è rotta, la qualità soffre. L'Istituto per i problemi di gestione della produzione, a cui Grekov si rivolge per chiedere aiuto, suggerisce di introdurre nello stabilimento un nuovo sistema di controllo automatizzato, non ancora testato. Grekov è d'accordo, sebbene i suoi colleghi, tutti insieme, credano che non abbia scelto il momento più conveniente per questo.